# Abbeville (Francja)
Abbeville (wymowaⓘ) – miejscowość i gmina we Francji, w regionie Hauts-de-France, w departamencie Somma.
Według danych na 1990 gminę zamieszkiwało 23 787 osób, a gęstość zaludnienia wynosiła 900 osób/km² (wśród 2293 gmin Pikardii Abbeville plasuje się na 8. miejscu pod względem liczby ludności, natomiast pod względem powierzchni na miejscu 31.). W 2008 miasto liczyło 24 129 mieszkańców. Gęstość zaludnienia wynosiła 913,3 osoby/km². W 2011 miasto liczyło 24 104 mieszkańców, a gęstość zaludnienia wynosiła 912 osób/km². W 2018 miasto zamieszkiwało 23 246 mieszkańców, a gęstość wynosiła 879 osób/km².
Miasto nad rzeką Sommą, 24 km od jej ujścia do kanału La Manche; przemysł spożywczy, maszynowy, włókienniczy, elektrotechniczny; port.
Miasto jest ośrodkiem turystycznym północnej Francji.

## Historia
Prawa miejskie miasto uzyskało w XIII w. Do XIX w. miasto było tradycyjnym ośrodkiem sukiennictwa. W czasie I wojny światowej mieściło brytyjski sztab generalny. Ok. 1925 liczyło 20,3 tys. mieszkańców. W okresie międzywojennym znane z dużego portu i fabryki sukna.
12 września 1939 roku odbyła się w Abbeville brytyjsko-francuska konferencja, podnosząca kwestię udzielenia pomocy Polsce. Po pięciu latach, we wrześniu 1944 roku, miasto wyzwoliła polska 1 Dywizja Pancerna (PSZ) pod dowództwem generała Stanisława Maczka. Podczas II wojny światowej miasto zostało silnie zniszczone. W 1951 liczyło 19,5 tys. mieszkańców; w mieście istniały przemysł spożywczy, włókienniczy i fabryka maszyn rolniczych.

## Zabytki
- Kolegiata St. Vulfran (1488-1534)
- Kościół Saint-Sépulcre (XV w.)
- pałac de Bagatelle z 1752 roku
- Beffroi z 1209 roku
- Kościół Saint-Gilles
- kościół Saint-Silvin de Mautort
- kościół Saint-Jean-Baptiste de Rouvroy
- Muzeum Boucher-de-Perthes

## Archeologia
W okolicach miasta znajdują się stanowiska paleolitycznej kultury abwilskiej.

## Galeria zdjęć

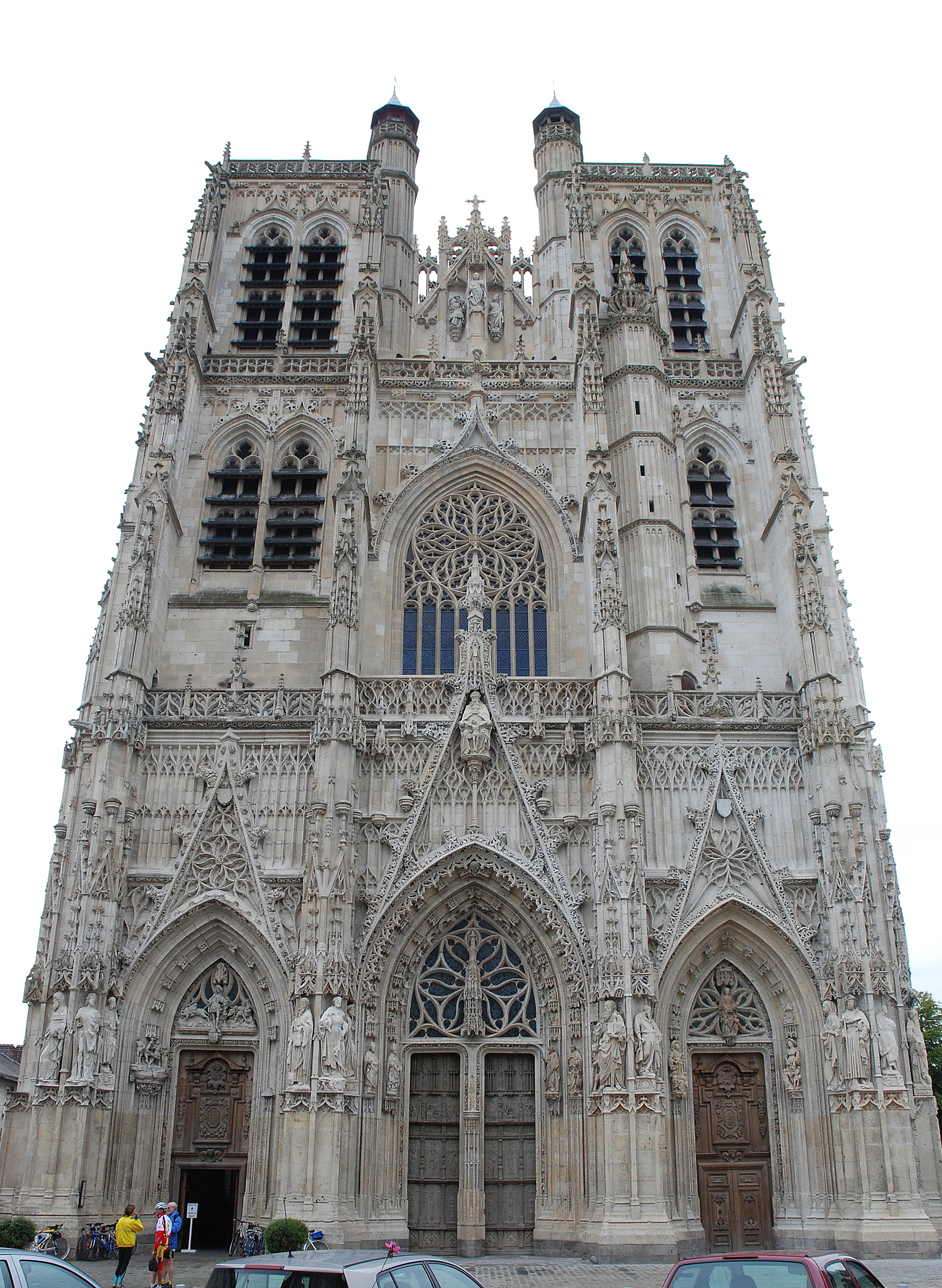
Kolegiata St. Vulfran
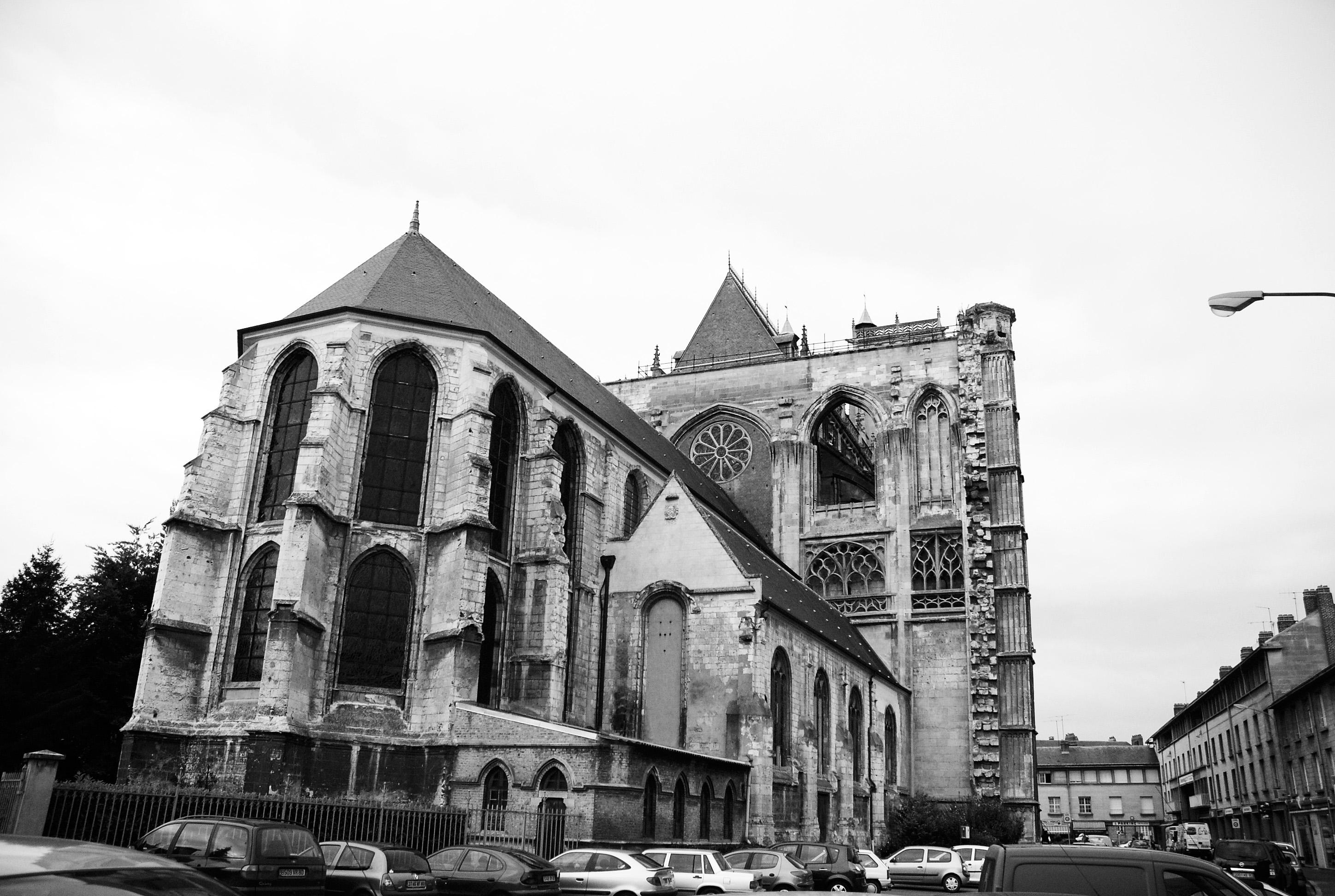
Kolegiata St. Vulfran
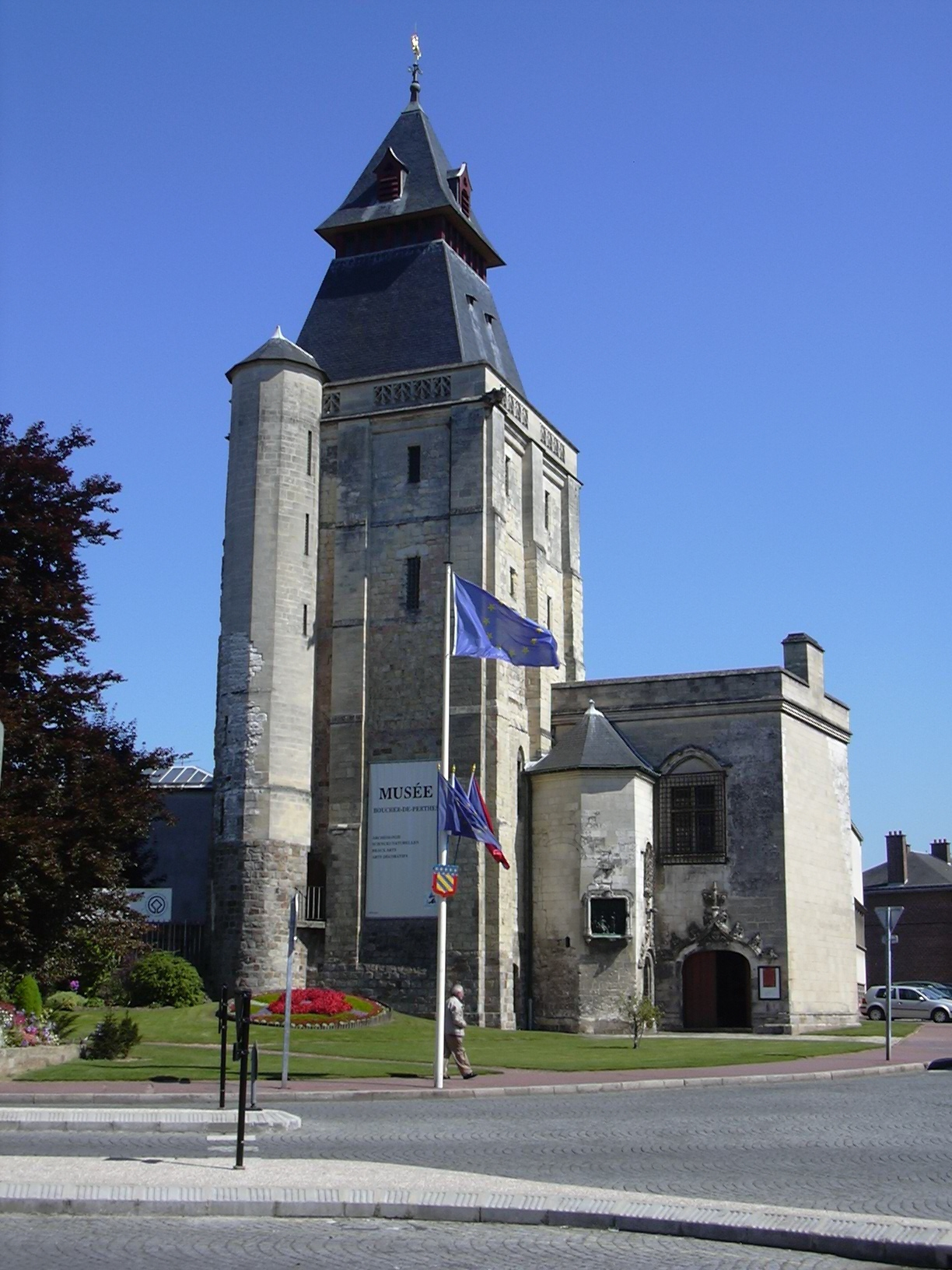
Beffroi

## Miasta partnerskie
- Burgess Hill,
- Argos.